# Baladas En Español
Baladas En Español – płyta szwedzkiego duetu Roxette wydana 21 października 1996. Została wydana głównie w obszarze Ameryki Południowej i Portugalii. Album ten osiągnął duży sukces na listach przebojów docierając do pierwszej dziesiątki w kilku notowaniach. Wydawnictwo promowały dwa oficjalne single: „Un día sin ti” wydany w październiku, który dotarł do pierwszej piątki Latin Pop Songs, oraz „No sé si es amor”. Promo singiel „Soy una mujer” został wydany wyłącznie w Meksyku w lecie 1997.
Na albumie tym znalazło się 12 przebojów duetu w hiszpańskojęzycznych wersjach, przetłumaczonych na ten język przez Luisa Gomeza Escolara. Tłumaczenia Escolara były krytykowane zarówno przez fanów zespołu jak i media za to że słabo odzwierciedlają oryginalne angielskie teksty, oraz że są zbyt uproszczone. Większość utworów była grana w stacjach radiowych krajów Ameryki Łacińskiej.
Album odniósł sukces komercyjny i uzyskał podwójną platynę w Hiszpanii (co oznacza liczbę ponad 200 000 sztuk), platynę w Argentynie i Brazylii (odpowiednio 60 000 i 250 000 kopii) i złoto (100 000 kopii) w Meksyku. W 2001 roku łączny nakład wyniósł 1,2 mln sprzedanych egzemplarzy na świecie i nieco ponad 1300 kopii w USA.

## Lista utworów
1. „Un día sin ti” („Spending My Time”)
2. „Crash! Boom! Bang!”
3. „Directamente a ti” („Run to You”)
4. „No sé si es amor” („It Must Have Been Love”)
5. „Cuánto lo siento” („I'm Sorry”)
6. „Tímida” („Vulnerable”)
7. „Habla el corazón” („Listen to Your Heart”)
8. „Como la lluvia en el cristal” („Watercolours in the Rain”)
9. „Soy una mujer” („Fading Like a Flower (Everytime You Leave)”)
10. „Quiero ser como tú” („I Don't Want to Get Hurt”)
11. „Una reina va detrás de un rey” („Queen of Rain”)
12. „El día del amor” („Perfect Day”)